# Вайгувское староство
Вайгувское староство (лит. Vaiguvos seniūnija) — одно из 11 староств Кельмеского района, Шяуляйского уезда Литвы. Административный центр — деревня Вайгува.

## География
Расположено на северо-западе Литвы, в центральной части Кельмеского района, на Жемайтской возвышенности.
Граничит с Шаукенайским староством на севере и северо-востоке, Кельмеским апилинкским — на востоке, Кражяйским — на юге и западе, и Ужвентским — на западе и северо-западе.

## Население
Вайгувское староство включает в себя 44 деревни и 4 хутора.